# Edward Hebern
Edward Hugh Hebern (Streator (Illinois) 23 de abril de 1869 - 10 de febrero de 1952) fue un inventor estadounidense que creó y patentó la primera máquina electromecánica de cifrado la cual estaba construida a base de un sistema de rotores, la que fue conocida como máquina de rotores Hebern.

## Antecedentes
Edward Hugh Hebern nació en Streator (Illinois) , el 23 de abril de 1869. Sus padres Charles y Rosanna (Rosy) Hebern, que se conocieron en el condado de Harris, Texas, mientras Charles servía como guardia y escolta de la guerra civil. El 4 de febrero de 1866 se casaron en Harris, Texas. Cabe destacar que Rosanna se casó a la temprana edad de quince años. Después de trabajar durante años Charles fue declarado fuera de servicio el 29 de mayo de 1866, Charles y su esposa regresaron a Springfield, Illinois, y el 18 de junio de 1866 recibió su última paga y descarga.
Edward tenía una hermana mayor, Arizona (Zoa) nacida en 1867, y dos hermanos más jóvenes, Daniel Boone Hebern, nacido el 17 de febrero de 1871, y William Hebern, nacido el 8 de abril de 1875, en Houston, Texas, así como una hermana más joven, Nellie Hebern, nacido en 1874.
A la edad de 6 años, el 4 de agosto de 1875, Edward Hugh y tres de sus hermanos fueron admitidos a la institución de soldados de Illinois y de los Sailors’ home en Normal, Illinois. De acuerdo a la Soldiers’ Home su padre fue registrado y catalogado como muerto en 1874 en un lugar desconocido, pero fue admitido por los mismos Soldados 40 años después. El 13 de febrero de 1879, el niño más joven Hebern, William, fue admitido en el Soldiers’ Home. Seis meses después, el 12 de agosto de 1879, se casó con Rosanna Archibald Thompson en Bloomington, Illinois. El 14 de junio de 1881, dos meses antes de su 14 cumpleaños, Zoa a Soldiers’ Home. Edward fue dado de alta en Soldiers’ Home en mayo de 1883, después de cumplir los 14, y fue a Odin, Illinois, donde trabajó en una granja. En 1885, Daniel, Nellie, y William estaban todos en Odin, Illinois. Zoa se casó con Edward F. Clark (27 años de edad.) El 18 de agosto de 1886 en el condado de Coffey, Kansas. Luego se dirigieron a Utah.
El resto de los niños finalmente se trasladó a Madera, CA. comenzando con los dos hijos mayores en 1896. Daniel Boone Hebern fue al Norte de Fork, California trabajando como obrero; su hermano, Edward Hugh Hebern estaba en la agricultura Madera. Daniel compró dos parcelas de tierra en el norte de Fork.

## Biografía

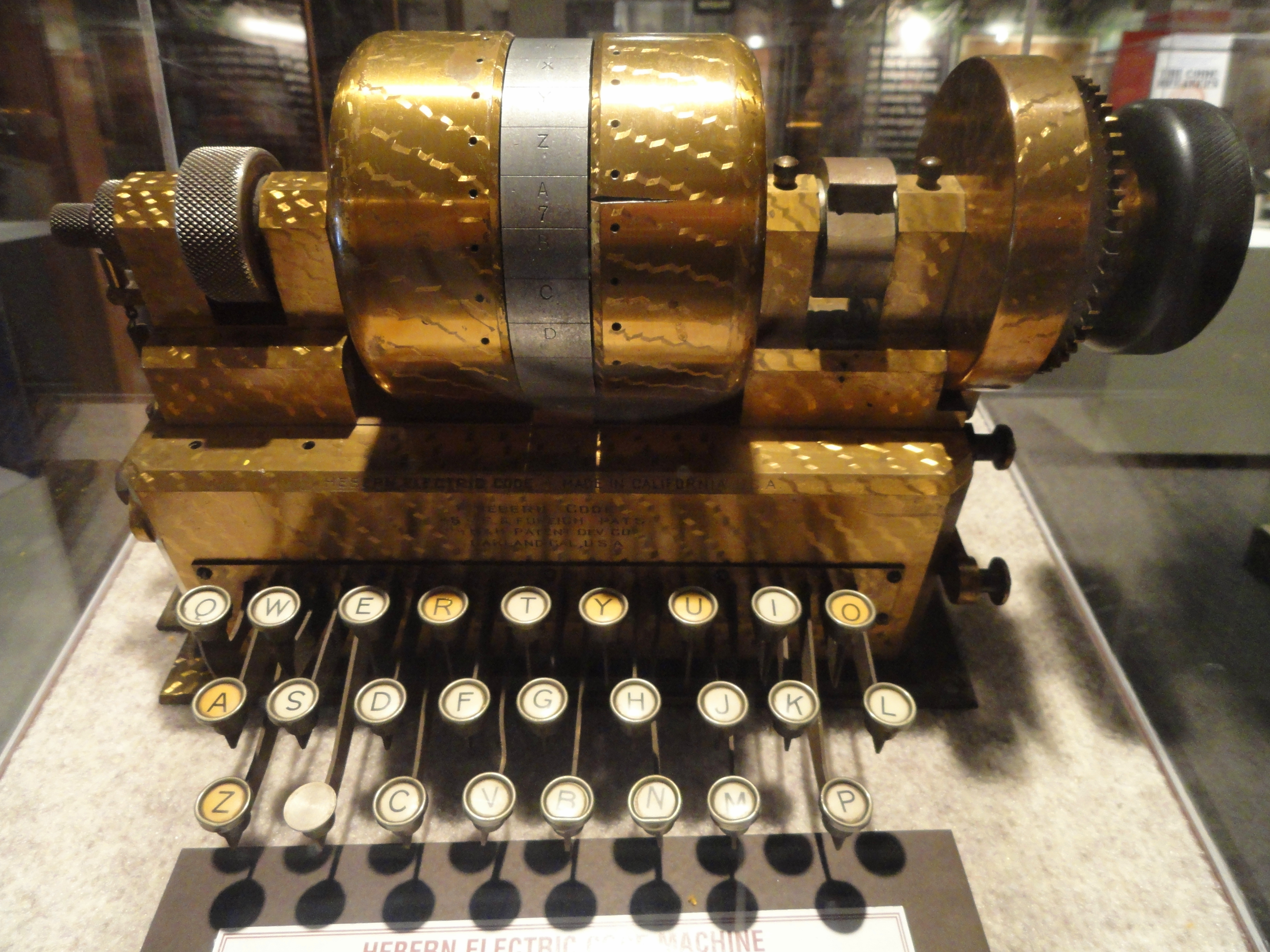
Hebern Electric Code Machine

Como adolescente, Edward Hebern trabajó por años en una granja y en ella aprendió y decidió convertirse en un carpintero. En 1908 , fue encarcelado después de robar un caballo. En su celda, paso mucho tiempo y tuvo la brillante idea inventar sistema para cifrar mensajes su idea cuando comenzó a pensar en el problema de la encriptación, y, finalmente, ideó un medio de mecanizar el proceso con una máquina de escribir. Después de su liberación, se le ocurre patentar su idea esto pero no tenía los fondos suficientes para materializar su proyecto, esto lo llevó a entrar en el mundo de los negocios y con esto tener algunos fondos.
En 1917 , su idea es concebida y su respectiva creación de su inventó la que lleva su nombre.

## Mercado de las máquinas de cifrado
Las máquinas de cifrado llegaron tarde a la Primera Guerra Mundial. Entre 1918 y 1919 cuatro inventores de distintos países y sin ninguna relación entre sí inventaron y patentaron cuatro modelos distintos de máquinas de cifrado, pero tuvieron la mala suerte de hacerlo en un momento en que los gobiernos y las fuerzas armadas no consideraron necesario gastar dinero en mejorar la seguridad de sus comunicaciones. Alexander Koch en Holanda, Arvid Damm en Suecia y Edward Hebern en Estados Unidos patentaron tres máquinas de cifrado basadas en rotores, pero no tuvieron ningún éxito comercial. El cuarto era un inventor alemán llamado Arthur Scherbius, que en 1918 inventó una máquina a la que llamó Enigma. Parecía que iba a tener la misma suerte que los demás, y de hecho pasaron varios años sin que nadie se interesase por ella, pero a mediados de los años 20, debido a unas imperdonables indiscreciones británicas (una de ellas del mismísimo Winston Churchill en uno de sus libros) el ejército alemán se enteró de que los aliados habían estado descifrando sus comunicaciones durante la guerra. Había que sustituir sus sistemas de cifrado, que hasta entonces habían considerado seguros, y fue cuando los militares alemanes se interesaron en el invento de Scherbius. En 1925 comenzó la fabricación en serie de la Enigma. Se llegaron a fabricar más de 30.000 hasta el final de la guerra, incluyendo versiones civiles (para comunicaciones comerciales) y otras para organizaciones estatales, como el Ministerio de Asuntos Exteriores (para comunicaciones diplomáticas) o los ferrocarriles. Pero sobre todo se utilizó en todas las ramas de las fuerzas armadas alemanas. Scherbius murió en un accidente con un coche de caballos en 1929, sin llegar a conocer totalmente el éxito que llegó a tener su invento, pero tampoco su fracaso final.

## Negocios
En septiembre de 1922 Edward estaba tan seguro de grandes demandas inminentes de la Armada y el Ejército que empezó la construcción de una fábrica en Oakland. La estructura llamativa de tres pisos fue construido para dar cabida a 1.500 trabajadores y tenía una oficina de lujo solo para Hebern. El informe de 1923 contable dijo que era "una de las más bellas estructuras en California y dice que es el único edificio en el Estado de verdadera arquitectura gótica en todas partes del lugar." En el momento en que se terminó el año , se había gastado entre $ 380.000 y 400.000 $, y la compañía todavía no tenía ingresos. De hecho, su primera venta, al gobierno italiano, era todavía en veintitrés meses más. Finalmente Hebern vendería doce de sus primeras máquinas a la Marina, la Compañía de Vapores del Pacífico de Seattle, y algunos otros compradores, pero su ambiciosa edificio fue embargado. El edificio de código Hebern sigue en pie hoy en 829 Harrison Street en Oakland y se utiliza principalmente como centro de recursos de Asia, de Oakland. [1]

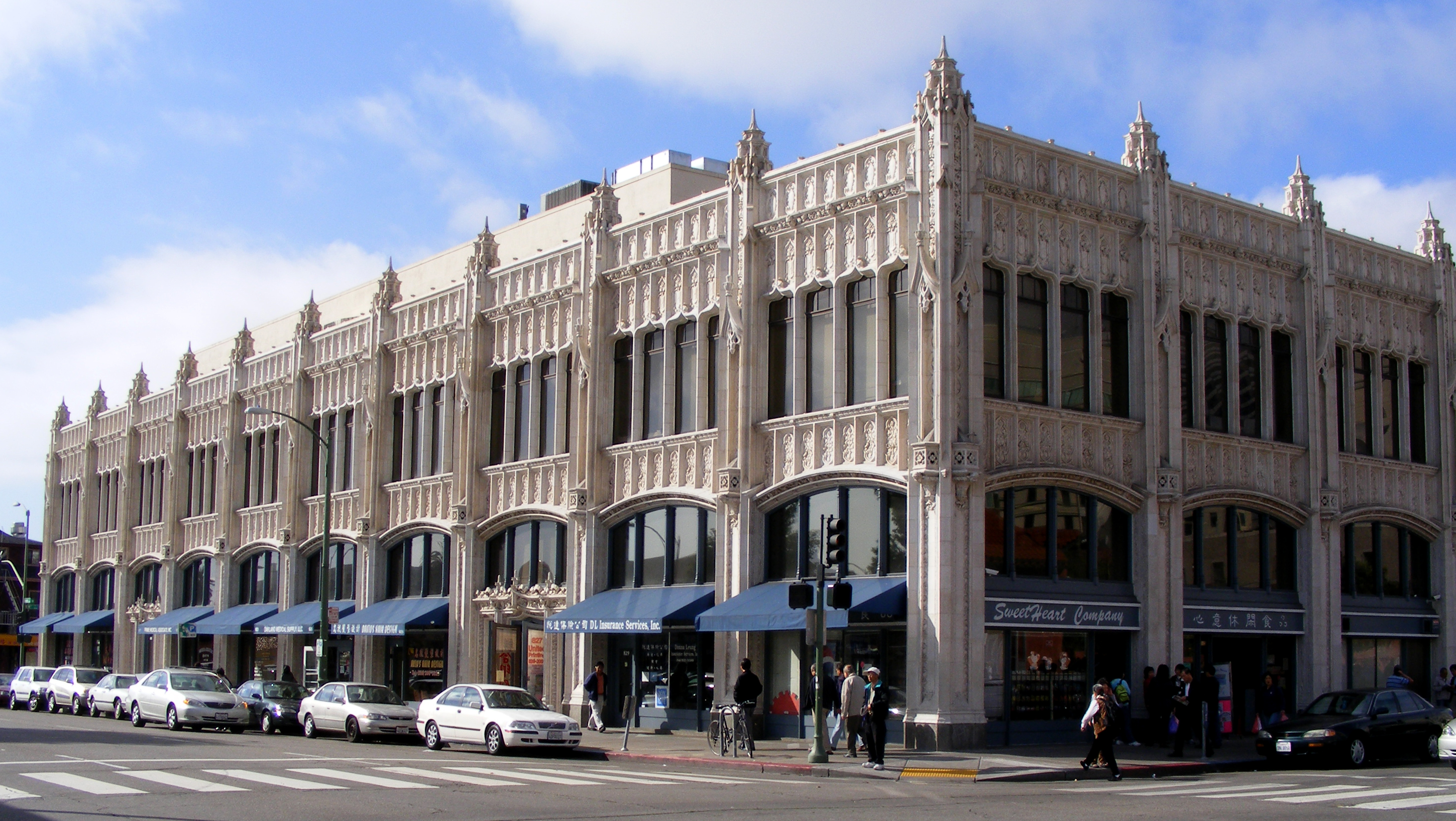
Edificio de Hebern

## Vulnerabilidad de la máquina
La implementación de la idea de Hebern era menos seguro de lo que creía, porque William F. Friedman encontró al menos un método de ataque contra la máquina de Hebern cuando fue ofrecido al Gobierno de Estados Unidos. La compañía de Hebern no prosperó, se cuestionó sus esfuerzos de promoción hacia él y fue juzgado y condenado por fraude. Agnes Meyer regresó a Washington para trabajar para la Armada.
Mientras que Friedman continuó con el diseño de una máquina de rotor mucho más segura y compleja para el Ejército de Estados Unidos. Con el tiempo se convirtió en el SIGABA .

## El fin
Ya que su compañía no continúo sus actividades y Hebern fue condenado por envasión de impuestos todo terminó para él. El 10 de febrero de 1952 fue encontrado muerto producto de un ataque al corazón.

## Patentes
- {{Patent|US|1096168}}
- {{Patent|US|1510441}}
- {{Patent|US|1683072}}
- {{Patent|US|1861857}}
- {{Patent|US|2373890}}